# 愈唐
愈唐（？—？），是一名清朝政治人物。
愈唐曾于乾隆年间接替沈伟业任邵武府知府一职，乾隆年间权任由郝霔接任。